# Volume I
Volume I е първият студиен албум на германската група Queensberry. Излиза на пазара на 12 декември 2008 г. Достига до шесто място в Германия, продаден в 100 хиляди копия и получава златна сертификация. От него са издадени 2 сингъла I Can't Stop Feeling/No Smoke и Too Young.

## Списък с песните

### Оригинален траклист
1. No Smoke – 3:21
2. Bike – 2:53
3. Sorry – 3:31
4. Dr. Blind – 3:28
5. Over It – 3:31
6. End of Love – 3:34
7. Sprung – 4:25
8. I Can't Stop Feeling – 3:46
9. Beautiful Thing – 3:17
10. Stiletto Heels – 3:35
11. Jump – 3:10
12. Butterfly – 4:00
13. Why Should I Believe in You – 4:00

### Делукс издание
1. Too Young – 3:42
2. Glamorous – 3:48
3. Naive – 3:22
4. Dance – 3:13
5. Flow – 3:22
6. Too Young (M.A.T. Catwalk Mix) – 3:43